# Romina Power
Romina Francesca Power (Los Angeles, 2 de outubro de 1951) é uma cantora e atriz estaunidense naturalizada italiana que esteve muitos anos radicada na Itália.
Ela parte do duo Al Bano and Romina Power que teve muito sucesso em Itália, juntamente com Al Bano, de seu nome verdadeiro Albano Carrisi, seu ex-marido.

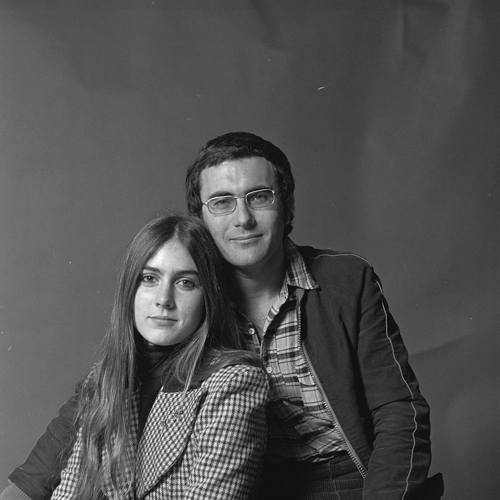
Al Bano & Romina Power (1976)

## Biografia
Romina nasceu em Los Angeles e era a filha mais velha de Tyrone Power e da sua segunda esposa a atriz mexicana Linda Christian. Depois da separação dos pais em 1956. ela e a sua irmã mais nova Taryn viveram com a sua mãe em vários lugares, em especial no México e Itália onde ela e a sua irmã passaram a maioria da sua infância, apesar de Romina ter frequentado um colégio em Inglaterra.
O seu interesse pela música foi descoberto na sua infância em diversos musicais norte-americanos da década de 1950, em bandas mexicanas de Mariachi e música italiana desde a década de 1960. No início da juventude, Power descobriu os The Beatles e Bob Dylan, que lhe terá inspirado a composição de músicas. Depois de receber uma guitarra num dia de aniversário, ela aprendeu a tocar guitarra e escreveu as suas primeiras canções.
Ela surgiu em vários filmes de língua italiana desde os 14 anos,
Ela conheceu o seu futuro marido, o ator Albano Carrisi , enquanto interpretava filmes na década de 1960. Eles casaram-se em 1970. Em 1975, o casal formou o famoso duo Al Bano and Romina Power, que ficou conhecido em Itália, a Alemanha, Áustria, Espanha, Portugal, França, Grécia, América Latina, Europa de Leste e até na ex- União Soviética, lançando vários álbuns em diferentes línguas e obtendo uns respeitáveis 7.ºs lugares tanto no Festival Eurovisão da Canção 1976 com "We'll live it all again (lo rivivrei)" e em Festival Eurovisão da Canção 1985 com a canção "Magic Oh Magic". Os seus maiores sucessos musicais foram "Felicità", "Sharazan", "Tu soltanto tu", "Ci sarà", "Sempre sempre", e  "Libertà". O casal divorciou-se em 1999. Eles tiveram quatro filhos :
- Ylenia Maria Sole (29 de novembro de 1970), que desapareceu em Nova Orleães, em janeiro de 1994, encontra-se desaparecida desde então.
- Yari (21 de abril de 1973), seu único filho.[2]
- Cristèl Chiara 25 de dezembro de 1985-), que surgiu num reality show italiano  La Fattoria 2 (The Farm)
- Romina Jolanda (1 de junho de 1987), que participou na edição de 2005 do reality show italiano  Isola dei Famosi (com o seu pai.

Em 2005, Romina foi juíza no TV show italiano Ballando con le Stelle (Dancing with the Stars). . 2006 e 2007 organizou exposições das suas pinturas, principalmente em Milão. Na mesma altura realizou o seu filme Upaya (2006).

### Ida para os Estados Unidos
Na primavera de 2007, Power comprou uma casa em Sedona no estado norte-americano do Arizona e decidiu deixar Itália para sempre e partir para os Estados Unidos. Numa entrevista a uma revista italiana afirmou que ela era conhecida em Itália apenas como intérprete da canção  Il ballo del qua-qua (uma canção para crianças, dela e do ex-marido) do álbum  Felicità, 1982), e que era muito difícil para ela ser pintora ou escritora em Itália. Além disso, não gostou da forma intrusiva como a imprensa italiana publicava artigos de mexericos sobre a sua privada, nomeadamente após o falecimento da sua filha Ylenia.
Pouco tempo depois de se mudar para os Estados Unidos, foi diagnosticado câncer colorretal à sua mãe Linda Christian , assim ela foi viver para a casa da mãe em Palm Springs, onde permaneceu três anos até à morte da mãe em 22 de julho de 2011. Em novembro de 2009 deu uma entrevista a uma televisão italiana onde considerou regressar por algum tempo a Itália. Contudo, desde então tem permanecido nos Estados Unidos, onde reside e trabalha.
No final de 2012, lançou o seu álbum Da lontano , com canções compostas em 1999.verão de 2013 Al Bano e Romina Power reuniram-se apenas numa base profissional e pela última vez num concerto em Moscovo. Em 2015 Al Bano e Romina Power reuniram-se novamente como convidados no Festival de Sanremo.
Romina é poliglota que fala cinco línguas fluentemente: inglês, italiano, espanhola, francês e holandês.

## Filmografia
- Menage all'italiana ( 1965)

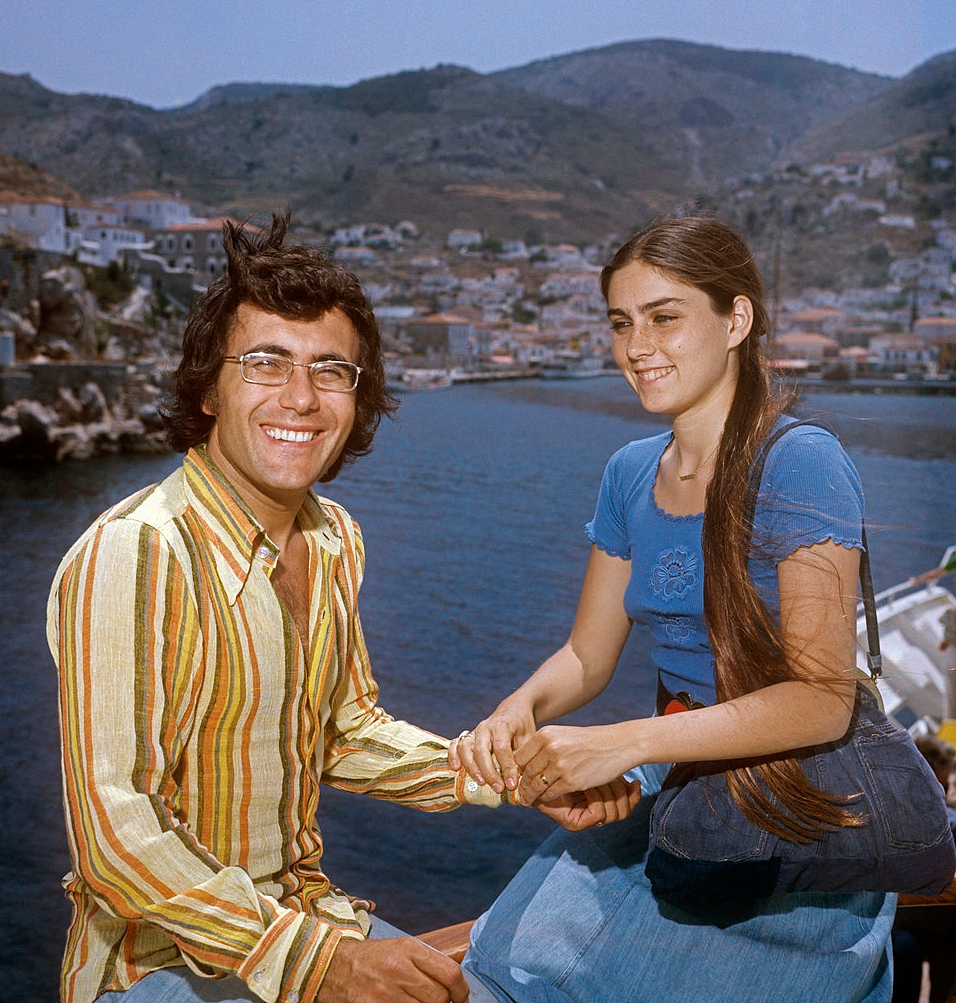
Al Bano e Romina Power na Grécia em 1975

- How I Learned to Love Women]] ( 1966)
- Assicurasi vergine (1967)
- L'oro del mondo]] (1967)
- 24 Hours in the Life of a Woman" (1968)
- Il suo nome è Donna Rosa (1969)
- Pensando a te (1969)
- Marquis de Sade: Justine (1969)
- Carnal Circuit (aka The Insatiables, 1969)
- Las trompetas del apocalipsis (1969)
- Mezzanotte d'amore (1970)
- Angeli senza paradiso (1970)
- Champagne in paradiso (1984)
- Il ritorno di Sandokan (TV minissérie 1996)
- Tutti i sogni del mondo (TV miniseries 2003)
- Upaya[8] (2005, writer and director)
- Go Go Tales (2007)
- " Il segreto di Italia (2014)

## Discografia

### Solo
- 12 canzoni e una poesia (1969)
- Ascolta, ti racconto di un amore (1974)
- Con un paio di Blue-Jeans (1974)
- Da lontano (2012)

### Com Al Bano
- Atto I (1975)
- 1978 (1978)
- Aria pura (1979)
- Sharazan (1981) (Spanish)
- Felicità (1982)
- Felicidad (1982) (Spanish)
- Che angelo sei (1982)
- Que ángel será (1983) (em castelhano)
- The Golden Orpheus Festival 1984 (1984)
- Effetto amore (1984)
- Sempre sempre (1986)
- Siempre siempre (1986) (Spanish)
- Libertà! (1987)
- Libertad (1987) (Spanish)
- Fragile (1988)
- Fragile (1988) (Spanish)
- Fotografia di un momento (1990)
- Fotografía de un momento (1990) (em castelhano)
- Weihnachten bei uns zu Hause (1990) (também conhecido comoCorriere di Natale)
- Navidad ha llegado (1991) (Spanish)
- Vincerai (1991)
- Vencerás (1991) (Spanish)
- Notte e giorno (1993)
- El tiempo de amarse (1993) (Spanish)
- Emozionale (1995)
- Amor sagrado (1995) (Spanish)
- Ancora... Zugabe (1996)
- The Very Best – Live aus Verona (2015)